# Курско наместничество
Курското наместничество (на руски: Курское наместничество) е наместничество на Руската империя, съществувало от 1779 до 1796 година.
Територията му съвпада приблизително с днешната Курска област на Русия, а ограничени части са в съвременната Сумска област на Украйна. Административен център е град Курск. Към 1782 година населението му е около 0,90 милиона души, главно руснаци (59%) и украинци (40%).
Създадено е през 1779 година с преобразуването на дотогавашната Белгородска губерния. При поредна административна реформа през 1796 година е преобразувано в Курска губерния.